# Повярвайте на променения
„Повярвайте на променения“ (на руски: Исправленному верить) е съветски криминален филм от 1959 година.

## Сюжет
Излежал едногодишната си присъда за хулиганство, Андрей (Владимир Гусев) се завръща на работа в корабостроителницата и започва да води честен живот. Но неговата биография се превръща в примамка за крадеца- рецидивист Греня (Леонид Чиниджанц), безчинстващ от години в района. Скоро приятелите и любимата на Андрей, Зоя (Майя Менглет) разбират, че той е арестуван от милицията по подозрение за кражба. Всички те са убедени в неговата невинност. Симпатиите на следователя Брайцев (Георгий Жжьонов) също са на негова страна, но формалните улики не му позволяват да освободи Андрей. Стъпка по стъпка на следователя се отдава да разгадае следите на престъплението, които водят към главатаря на шайката крадци Греня, и така доказва невинността на Андрей.

## В ролите
- Владимир Гусев като Андрей Коваленко
- Майя Менглет като Зоя
- Георгий Жжьонов като следователя Брайцев
- Григорий Михайлов като Гринюк
- Борис Сабуров като чичо Миша
- Леонид Чиниджанц като Греня
- Зинаида Сорочинская като старши- лейтенант Людмила Араличева
- Павел Михайлов като Аркадиев
- Фьодор Радчук като Лосев
- Иван Ковал- Самборский като Нехода
- Ярослав Ефимов като Карамфила
- Юрий Горобец като Изпареният
- Саша Ерасов като Алка
- Володя Куликов като Вовка, „Бетховена“
- Валерий Шибаев като Семибаба
- Николай Засеев като Гаревой
- Алексей Бахар като таксиметровия шофьор
- Владимир Евченко като Савин
- Галина Кравченко като майката на Зоя
- Маргарита Жарова като актрисата Софа